# Водяне (Божедарівська селищна громада)
Водяне́ — село в Україні, у Божедарівській селищній громаді Кам'янського району Дніпропетровської області.
Населення — 314 мешканців.

## Географія
Село Водяне розташоване на одному з витоків річки Саксагань, вище за течією примикає село Бикове, нижче за течією на відстані 0,5 км розташоване село Полівське. Річка в цьому місці пересихає, на ній зроблено кілька невеликих загат.

## Населення

### Мова
Розподіл населення за рідною мовою за даними перепису 2001 року:
| Мова            | Відсоток |
| --------------- | -------- |
| українська      | 88,5 %   |
| російська       | 8,3 %    |
| молдовська      | 2,2 %    |
| інші/не вказали | 1 %      |